# Eamonn Darcy
Eamonn Darcy (Dublín, 8 de marzo de 1933-7 de noviembre de 2022) fue un futbolista irlandés que jugaba en la posición de guardameta.

## Carrera

### Club
| Periodo   | Club                   |
| --------- | ---------------------- |
| 1951–1952 | Shelbourne F.C.        |
| 1952–1954 | Dundalk F.C.           |
| 1954–1956 | Oldham Athletic A.F.C. |
| 1956–1962 | Shamrock Rovers F.C.   |
| 1962–1968 | Drumcondra F.C.        |
| 1968–1969 | Shelbourne F.C.        |

### Selección nacional
Jugó para la selección de la Liga de Irlanda en 3 ocasiones en 1960 y para Irlanda jugó en dos ocasiones entre 1960 y 1963.

### Entrenador
| Periodo   | Club            |
| --------- | --------------- |
| 1984–1985 | Irlanda Femenil |

## Logros
- Liga de Irlanda: 3
  - Shamrock Rovers - 1956/57, 1958/59
  - Drumcondra F.C.- 1964/65

- League of Ireland Shield: 2
  - Shamrock Rovers - 1957/58, 1962/63

- Leinster Senior Cup: 3
  - Shamrock Rovers - 1956, 1957, 1958

- Dublin City Cup: 3
  - Shamrock Rovers - 1956/57, 1957/58, 1959/60

- Top Four Cup: 1
  - Shamrock Rovers - 1957/58